# Fobia (banda)
Fobia es una banda mexicana de rock procedente de la Ciudad de México activa desde 1987.

## Historia

### Inicios
La banda inició su trayectoria en la Ciudad de México en 1987, de la mano de Paco Huidobro y Leonardo de Lozanne, época en la que en México había poca difusión para los grupos de rock. La historia que ellos tienen acerca de la formación de la banda se remonta a un concierto de Las Insólitas Imágenes de Aurora en 1987, De Lozanne rompe la llave de su automóvil y pidió un "ride" a Huidobro, con quien platica sobre sus inquietudes musicales y juntos unieron sus talentos y forman una agrupación. Más tarde, De Lozanne le recomendó a Huidobro, un bajista al que consideraba muy bueno. Ambos acudieron al instituto donde Leonardo estudiaba y en donde hubo un festival de música y bandas de rock juveniles, donde Javier Ramírez "El Cha!" se presentaba con la banda llamada Cha!, misma que integraba junto a Iván Morales y Marcello Lara, hermano de Leoncio Lara "Bon", líder de Bon y los Enemigos del Silencio, y de Camilo Lara, creador del Instituto Mexicano del Sonido. Gabriel Kuri es de los primeros elementos en interesarse en concretar algo con Paco Huidobro, este es poseedor de una batería, e invita al guitarrista a tocar unas canciones, por lo que que después pasa a formar parte de esta agrupación junto a su hermano Jose Kuri (propietario de la galería Kurimanzutto), quien toca la guitarra, pero por un breve periodo. Más tarde en 1988 Paco Huidobro, junto a El Cha!, acuden a un recital del grupo Neón y conocen a Iñaki Vázquez, un vecino de Huidobro de quien habían escuchado que poseía un sampler y que "eso le vendría bien al grupo".
La banda tuvo la oportunidad de tocar en varios lugares "underground" (sitios donde compartieron escenario con la banda de rock urbano mexicano Trolebús) así como carteleras de los lugares y bares de moda en aquellos años 80 en la Ciudad de México, y en los cuales, llegaban a tener problemas debido a que Leonardo aún no cumplía la mayoría de edad y este debía ocultarse de los inspectores que vigilaban que no hubiese menores de edad en esos recintos. El lugar predilecto para los nuevos grupos que surgían, era Rockotitlán, lugar al que habían llegado y en donde comenzaron a tener una amplia base de seguidores.
En 1987 y con la notoria exposición mediática que supusieron los grupos argentinos y españoles de la época, la compañía RCA Ariola de México, lanza una convocatoria para un concurso de bandas amateur llamado Rock en tu idioma, concurso en el cual Fobia estaba en las semifinales; la banda estaba siendo acompañada por otros grupos en el certamen como Arturo Huizar, Los Amantes de Lola y Pedro y Las Tortugas. El mánager de Fobia los alentó diciendo que "era preferible que fueran conocidos por sus méritos, que ser conocidos por salir triunfadores de un concurso" y de acuerdo con versiones de Paco Huidobro, la banda tuvo que salirse del concurso debido a que Ariola, les ofreció contrato (ya sin la necesidad de concursar). En las oficinas de Azcapotzalco de la filial de Bertelsmann, se les restringió el paso por un malentendido del guardia de seguridad del lugar. 
Por un lado, cabe destacar los buenos comentarios por parte de Saúl Hernández de Caifanes, quien además, les produjo sus primeros demos para un programa de televisión ("Música Futura") en donde se incluyeron canciones como "La Iguana" y "Moscas"; esta escalada de proyecciones y apoyo se cierra con la grabación de su primer trabajo.

### 1990-1992: Primeros trabajos discográficos
En 1990, la banda es recomendada con Oscar López, quien hiciera trabajos con Caifanes, Neón, y Maldita Vecindad; con la colaboración de Marteen, graban lo que sería su primer trabajo titulado homónimamente: Fobia grabado en los estudios Crystal de la Ciudad de México y En Nueva York. «El Microbito», primer tema que se lanza como sencillo y como primer video de la banda; sufre de la condición de censura, por aquella parte de la canción que recita: "haré una alberca en tu ombliguito, pa' meterme a nadar, y si me voy más abajito, nadie me sacará". Después le siguieron temas como «El Cumpleaños», «La Iguana», y en 1991, «El Crucifijo»; de esta placa se contaron con 10 temas para las sesiones, descartándose otros títulos hoy inéditos como "Por las noches", "Morder el polvo", "Dolores del alma", y "Los deditos"; y ya por estas épocas, "Mundo Feliz" formaba parte de su material. Salen de gira con Caifanes, Neón, Los Amantes de Lola, Maná y La Maldita Vecindad, en la gira "Rock de los 90's".
En la primavera del año 1991, la banda entra a los estudios de grabación para lo que sería su segundo trabajo de estudio, de igual forma bajo el cobijo de Marteen, y dan vida a su álbum Mundo Feliz. Disco que, lanza como primer sencillo, el tema «Camila», y después «El Diablo». Además, de «El Diablo», también se extrajeron temas como «El Pepinillo Marino» y «Mundo Feliz».

### 1993-1995:Leche y Amor chiquito
Llegado el año de 1993, la banda se dirige a Nueva York, para comenzar las grabaciones de su tercer trabajo discográfico, "Leche"; bajo la dirección, una vez más, de Marteen. Disco que fue grabado en los estudios Power Station, y que ve la luz en el otoño de 1993, Paco Huidobro se refiere a este disco y a su época como una en "la que querían cogerse al mundo", su connotación sexual es fuerte y se puede apreciar en las letras, y en el arte del material. El álbum, marca la salida de Gabriel Kuri de la banda, tras haber terminado de grabar "Leche", el baterista de la agrupación decidió seguir su sueño de ser un artista plástico, y partió a Londres para continuar con sus proyectos. Posteriormente fundó la galería de arte Kurimanzutto, actualmente una de las más importantes en la escena del arte contemporáneo.
Antes de que Kuri abandonara la agrupación, este solicita a Jorge "Chiquis" Amaro (ex-baterista de en ese entonces, la recién desaparecida banda Neón), que ocupe su lugar en Fobia. Así continuaron en su camino, el primer single que se lanzó como video, fue, "Los Cibernoides", tema que causó cierto disgusto, por ser una crítica alusiva a Televisa. En este video, se mostró la última participación de Gabriel Kuri, ya que en las escenas finales del videoclip, se muestra como es desintegrado por los "Cibernoides". 
Llegado el año de 1995, México se encontraba bajo una crisis económica, y BMG decidió reducir el presupuesto para la grabación de un nuevo material, por un lado, era un castigo que se le impuso a Fobia por la nula recepción que tuvo "Leche", ante ello, dejarían de grabar en estudios neoyorquinos. Bajo estas circunstancias, Fobia se dirige a Los Ángeles, California, para grabar su cuarta placa. "Amor Chiquito" es el título de este nuevo material, que graban junto a Gustavo Santaolalla y Aníbal Kerpel; «Revolución sin manos», es el primer corte de difusión de este nuevo álbum, le siguen «Hipnotizame» y «Veneno Vil».
Tras el disco, sale de la agrupación Jorge "Chiquis" Amaro, y en su lugar, entra Jay de la Cueva. Comienzan una extensa gira, y son invitados al "Festival Rock al Parque" en Colombia, en donde la gente los recibe con aprecio, y comienzan a convertirse en los favoritos de los colombianos, en Chile los temas "Hipnotízame" y "Veneno Vil", son utilizados en la teleserie "Adrenalina" de Canal 13, en 1996. Por estos días, Paco Huidobro, contrae hepatitis, lo que le impide continuar con la banda por un tiempo, y en su lugar, entra Lino Nava (guitarrista de La Lupita).

### 1996-1997: Separación
En 1997 la banda anuncia su disolución, y realizan una serie de conciertos de despedida en el Teatro Metropolitan, dando vida al disco Fobia On Ice. El último concierto de esta primera etapa fue el 21 de marzo de 1998 en Byblos en Tampico,Tamaulipas. Lo último que se supo del grupo, fue en la aportación que hicieron para el álbum Tributo a Queen: Los Grandes del Rock en Español, con la canción clásica de esta agrupación inglesa: «Under Pressure» («Presionando»); siendo ésta una de las mejores versiones del disco, ya que era muy fiel a la versión original de Queen.
En cuanto a la disolución de dicha banda, se rumoran muchas cosas, entre ellas, que el principal factor de rompimiento fue el proyecto de Leonardo de Lozanne como solista; además los medios se encargaron de decir que la entonces pareja de De Lozanne, la periodista Rebeca de Alba, había sido la causante de la separación de Fobia, tachándola de ser la "Yoko Ono" de Fobia.

### 2003-2010: Regreso yRosa Venus
Cinco años después de su rompimiento formal, en julio de 2003 anuncian su regreso y para celebrarlo programan una serie de conciertos del 22 al 24 de agosto de 2003 en el Teatro Metropolitan, titulado PIC NIC. Esto marca el inicio de la segunda etapa de Fobia. 
En el 2004, la disquera y el grupo lanzan su compilatorio "Wow 1987-2004" que contiene todos sus éxitos y videos. Como parte de los 'bonus tracks de esta compilación, se incluyen dos canciones nuevas: «Hoy tengo miedo» y «Más caliente que el sol» (que había sido escrita previamente para la banda sonora de la película Matando cabos). Componer y grabar estas nuevas canciones y el éxito de ventas de "Wow 87-04" siembra la idea de grabar un material nuevo.
Un año después del lanzamiento de su disco de grandes éxitos y tras varios conciertos con llenos totales, en 2005 lanzan el 5o. álbum de estudio "Rosa Venus", cuyo título es un descarado homenaje a los jabones que usualmente se regalan en los baños de los moteles de paso. En "Rosa Venus", se puede ver a un grupo Fobia mucho más maduro, con letras de Huidobro menos hilarantes y que se enfocan más en la experiencia de ser un hombre cercano a los 40 años. El disco incluye dos tracks completamente instrumentales que dejan ver a unos músicos con habilidades incrementadas por los años y es la primera grabación de estudio en la que Jay participa en Fobia. Durante estos años realizaron varias giras con marcas cerveceras en compañía de otros grupos como Caifanes y Zoé.

### 2010-2016:Destruye Hogares
Para el 2011, el grupo afirmó que estaban grabando un nuevo disco para el público, aún no se tenía información básica de este disco, este hecho se llevó a cabo en un concierto ofrecido por la agrupación en la discoteca Bull Dog. Participan con un cover de «Viento», para el álbum Nos Vamos Juntos: Un Tributo a Las Canciones de Caifanes-Jaguares. En el 12º Festival Vive Latino de 2011 tocaron "La Búsqueda", el primer sencillo de su siguiente producción. El 1 de febrero de 2012, anuncian en todos los medios de comunicación que, después de 25 años de carrera, la agrupación mexicana Fobia sufriría una reestructuración en su alineación, debido a que Jay de la Cueva, “Chá!” e Iñaki decidieron dejar la agrupación para dedicarse a los compromisos adquiridos con la banda alterna Moderatto. Se anunció que para esta nueva etapa se incorporarían: Federico Fong, integrante de La Barranca; el músico chileno ex-integrante del grupo La Ley, Mauricio Clavería; y Darío González de la agrupación de Chetes.
El 1 de marzo de 2012 sale a la venta el 6o. álbum de estudio titulado "Destruye Hogares". A partir del 2 de agosto de 2012, durante cinco jueves consecutivos se presentaron en el remodelado Plaza Condesa los materiales discográficos de Fobia, uno cada jueves tocando todos los tracks de los materiales; acompañado cada concierto de un grupo que sirvió de banda para Paco Hudidobro y Leo. Este proyecto fue conocido como Fobiarama.

### 2017-presente: 30 años de trayectoria
Con motivo de su 30 aniversario, el 24 de noviembre de 2017, la banda saca a la venta Fobia Vinyl Box Set de (Edición Limitada) que incluye sus 6 discos en formato LP`s de 12 pulgadas, y adicionalmente incluye un séptimo vinilo que contiene las canciones «Hoy Tengo Miedo» y «Más Caliente Que El Sol». El 27 de noviembre de ese mismo año, a través de Facebook, Fobia comparte una imagen con la frase "30 años merecen una reunión" dos días después, el 29 de Noviembre, anuncian oficialmente el regreso de Iñaki Vazquez, Jay de la Cueva y Javier "el Chá!" Ramírez con el objetivo de iniciar una gira en 2018 y celebrar las tres décadas de existencia de la agrupación, la gira contempla 20 conciertos a través de la república mexicana, así como parte de E.U.A. y Sudamérica. Posteriormente presentan 'Pastel', que incluye un CD y un DVD, un concierto grabado en El Palacio de los Deportes de la Ciudad de México, sale a la venta el 1 de marzo de 2019, incluye sus mejores hits y muchas otras canciones, esto en el marco de su festejo de 30 años de trayectoria artística.
El 1 de diciembre de 2019, en Atlanta, Georgia, EUA., concluyó la gira PASTEL con la que la banda celebró sus 30 años. Cada integrante tiene proyectos diferentes por realizar en el 2020, por lo que no se verá a la agrupación reunida por unos años; sin embargo, a finales de 2019, se develó en las redes sociales de Paco Huidobro y algunos integrantes, que estaban ensayando para un evento especial, dicho evento resultó ser el Unplugged de la banda, que llegaba tras 32 años de trayectoria; dicha grabación se aplazó ya que originalmente estaba pensada para grabarse durante la primera mitad del 2020, pero con las restricciones de la pandemia COVID-19, se aplazó hasta mediados de ese año, una vez que las condiciones fueron un poco más apremiantes para desarrollar el concierto. No es hasta 2022, que la banda ha anunciado las primeras presentaciones para presentar el disco ante el público, eligiendo el Teatro Metropolitan para tal efecto. 

## Miembros
Miembros actuales
- Francisco Huidobro
- Leonardo de Lozanne
- Javier Ramírez "El Cha!"
- Iñaki Vazquez
- Jay de la Cueva

Ex miembros
- Federico Fong
- Maciej Majewski
- Darío González
- Mauricio Claveria
- Lino Nava (Gira Revolución '95)
- Jorge "Chiquis" Amaro
- Gabriel Kuri
- Mauricio "Perrin" Claveria

## Discografía
Álbumes de estudio
- 1990: Fobia
- 1991: Mundo feliz
- 1993: Leche
- 1995: Amor chiquito
- 2005: Rosa Venus
- 2012: Destruye hogares

Álbumes en vivo
- 1997: Fobia On Ice
- 2007: XX
- 2019: Pastel
- 2020: Fobia MTV Unplugged

Álbumes recopilatorios
- 2004: Wow 87-04
- 2017: Fobia Vinyl Box Set